# Гродненська пуща
Гродненська пуща — лісовий масив у Гродненській області в Білорусі, розташований за 15-20 км на північ і північний схід від міста Гродно, в межиріччі Німану та Котри. Площа більш ніж 40 тис. га.

## Історія
У XVI столітті пуща тяглася від Нарви до Городка і йменувалася Переломською пущею.
Під час повстання 1863–1864 років на теренах пущі базувалися партизанські загони повстанців, у відтин часу з серпня 1944 і до лютого 1945 років тут діяла Армія Крайова.
Після Другої світової війни лісовий масив перейшов до Білоруської РСР. З 1991 року — в межах незалежної Білорусі.

## Загальні відомості
У центральній частині пущі розташовується система озер. Переважають вересові-моховиті бори. На захід від озера Біле вздовж річки Стриївка заболочене зниження з лісами, заболоченими ялинниками. На схід від озера розташований болотний масив з верховими, перехідними і осоково-сфагновими сосняками і березняком. Ліси мають експлуатаційні значення, соснові ліси в районі озера Біле — курортне та рекреаційне значення.